# عصفور جاوة
عصفور جاوة أو رَزّاز جاوة (الاسم العلمي: Padda oryzivora) (بالإنجليزية: Java Sparrow)‏) ومعروف أيضاً باسم فينش جافا أو جافا، هو من الطيور الجواثم الصغيرة وينتمي إلى (فصيلة: عصافير الاستريلديد). وهذا الطائر أصله من جاوة وبالي وباويان في إندونيسيا، ومن ثم أُدخل في عدد كبير من البلدان الأخرى.

## مناطق الانتشار
يمتد انتشاره من جزيرة جاوا شرقا حتى ماليزيا والجزر المجاورة أو بالاحرى هو يذهب إلى المناطق التي بها حقول الرز في تلك الأراضي. نقل هذا العصفور إلى جزر هاواي وبدا يعيش هناك في الطبيعة واعداده تتزايد وكذلك في ولاية كاليفورنيا في الولايات المتحدة في الربع الاخير من القرن العشرين واعداده المتزايدة بدأت تهدد المحاصيل الزراعية وخاصة الارز والقمح والشعير والشوفان في الحقول

## الوصف العام للطائر
المنقار احمر وردي غامق ضخم، الرأس وأعلى الرأس اسود يمتلك وجنة بيضاء كبيرة، حلقة العين حمراء وردية غامقة، العيون بنية غامقة، الظهر والاجنحة رمادية مزرقة، من منتصف الصدر إلى مؤخرة البطن بني فاتح دارسيني أو ليلكي مغبر، غطائيات الذيل السفلى ابيض، الذيل اسود، الاقدام وردية محمرة 

## التمييزبين الذكر والانثى
1- الذكور في دوري جاوة مغردة وتغريدها جميل جدا من الملاحظ خلال التربية ان بعض الذكور يكون تغريدها منخفظ الصوت وهذا مانلاحظه على الرماديات اما الابيض والابرص والكريميات فتغريد ذكورها يكون عالي.
2 - وجود بروز منتفخ عند فتحة الانف اخر منقار للفك العلوي في الذكر ولا يوجد للانثى مثل هذا الانتفاخ.
3- حلقة العين تكون منتفخة وبارزة وردية محمرة حول عين الذكر ولا توجد للانثى مثل هذه الحلقة.
4- المنقار عند الذكر شديد الاحمرار اما الانثى من اطراف المنقارتكون وردية محمرة شاحبة اللون.
5- عند قاعدة المنقار للفك السفلي للذكر نلاحظ انتفاخ تلك المنطقة وتكون بلون وردي محمر اما الإناث غير منتفخة وفتحة الحنجرة تكون أكبر إضافة إلى ان لونها يكون وردي مشوب بالحمرة الشاحبة

## التغذية
خلطة حبوب الفينش وحبوب الكناري والبيض المسلوق والبيض بالبقصم (السميد) والخبز المنقوع بالماء أو تقديم الارز (التمن) والشعير والحنطة بصفة دائمة فهو غذاء اساسى للعصفور، والخضروات الموسمية كالبقدونس والجرجير والسبنخ وتقدم ثلاث مرات بالاسبوع مع توفير عظمة الحبار (السيبا) بشكل دائمي خاصة اثناء فترة التفريخ وبعدها، مع توفير الماء النقي يوميا -توفير مياه للاستحمام باناء شبه مسطح وكبير، لان الجاوة يحب الاستحمام كثيرا وخصوصا بالصيف اما في الشتاء يفضل ان يوضع أناء الاستحمام مرتين بالاسبوع مع توفير اشعة الشمس على اقل تقدير لمدة ساعتين ان كان صباحا أو عند العصر. كما يجب تقليم الاظافر كل ثلاثة أشهر اواكثر.

## العمر
8-12 سنوات